# Nový Smíchov
Nový Smíchov je nákupní centrum západně od centra Prahy na Smíchově v České republice, stojí nedaleko křižovatky Anděl. Bylo otevřeno v roce 2001. Obchodní centrum má maloobchodní plochu 60 000 m² a řadí se tak mezi největší nákupní centra v České republice.

## Historie
Středisko bylo vybudováno francouzskou společnosti Delcis v oblasti popisované jako „nehostinná a neperspektivní.“ Obchodní centrum pak bylo otevřeno v roce 2001 a stalo se největší budovou ve střední Evropě. To bylo při prvním výročí otevření oceněno v Construction Journal. V roce 2006 došlo v obchodním centrum k požáru, konkrétně začalo hořet v prodejně společnosti Vodafone. Obchodní centrum Nový Smíchov prošlo v roce 2011 rekonstrukci a byly mu přidány nové možnosti, jako jsou relaxační zóny. V roce 2016 se Tesco v prvním patře zrušilo a místo toho je obchody, takže Tesco je pouze v přízemí. V roce 2020 prošlo rekonstrukci food court ve druhém patře. 

## Nájemníci
Obchodní centrum Nový Smíchov bylo otevřeno s několika hlavními nájemci včetně vlajkového obchodu společnosti Carrefour. Společnost Carrefour však v Česku v roce 2006 ukončila svoji činnost a hypermarket byl převzat společností Tesco. Mezi další nájemníky třípatrového obchodního centra patří multikino, v současné době pod značkou Cinema City. Kromě prostor pro velké nájemce nabízí centrum také mnoho menších specializovaných obchodů. V centru se také nachází food court s restauracemi, které nabízejí různé druhy kuchyně a oddělené posezení.

## Události
Obchodní centrum Nový Smíchov hostilo řadu akcí včetně hudebních vystoupení, módní přehlídky a prezentace horolezectví. Centrum také v roce 2008 hostilo výstavu černobílých fotografií Františka Dostála.
V roce 2016 zde proběhla vražda, psychicky nemocná žena zde zabila 54letou ženu.

## Doprava
Obchodní centrum Nový Smíchov nabízí parkovací místa pro 2000 automobilů. Budova centra se nachází v blízkosti severního východu ze stanice metra Anděl na lince B pražského metra. Obchodní centrum je také obsluhováno tramvajovou a autobusovou zastávkou Anděl.